# Hirtuleius caudatus
Hirtuleius caudatus är en insektsart som beskrevs av Lucien Chopard 1911. Hirtuleius caudatus ingår i släktet Hirtuleius och familjen Phasmatidae. Inga underarter finns listade i Catalogue of Life.